# ماري إليزابيث ليس
ماري إليزابيث ليس (11 سبتمبر 1850-29 أكتوبر 1933) محاضرة، وكاتبة، ومن أتباع الجورجية، وناشطة سياسية أمريكية. كانت مدافعة عن حركة الاقتراع وكذلك حركة الاعتدال لكنها اشتهرت بعملها مع حزب الشعب (الشعبويون). ولدت في ريدجواي، بنسلفانيا ووالداها المهاجرين الأيرلنديين جوزيف بّي. وماري إليزابيث موراي كلاينز (وهو أنجلزة الاسم الغيلي ماك جولا تشايلين). كانت بدايات عملها السياسي في عام 1888 مع حزب العمال الاتحادي أو حزب العمل الاشتراكي وسرعان ما انضمت إلى تحالف المزارعين أو الحزب الشعبوي. أشير إليها باسم «جان دارك الشعبية». في حملة هذا الحزب عام 1890 ألقت أكثر من 160 خطابًا ونسبت الفضل لنفسها في هزيمة سناتور كانساس  جون إينغلس. وعارضت الشركات التجارية الكبيرة وقالت بكل صراحة إن «وول ستريت تملك البلاد». أطلق عليها اسم «ملكتنا ماري» أثناء حملتها الانتخابية مع المرشح الشعبوي جيمس بي. ويفر أثناء ترشحه للرئاسة في عام 1892، وأطلق عليها مؤيدوها لقب «الأم ليس» و«ماري يلين» من قبل بعض أعدائها. في عام 1895 كتبت حل مشكلة الحضارة، وفي عام 1896 انتقلت إلى مدينة نيويورك وعملت كمحررة في جريدة العالم الديمقراطية. بالإضافة إلى ذلك، عملت كمحررة للموسوعة الوطنية للسيرة الذاتية الأمريكية. توفيت ليس في كاليكون، نيويورك.

## الحياة السياسية
بدأت ليس حياتها المهنية كمتحدثة عام 1885 عندما ذهبت في أول جولة تحدث لها لجمع الأموال من أجل رابطة الأراضي الوطنية الأيرلندية، وتحدثت أيضًا في مؤتمر ولاية كانساس  لحزب العمال الاتحادي. بحلول عام 1888، كانت نشطة داخل الحزب، فألقت خطابًا في حملة عام 1888 وعملت كمحررة لصحيفة الحزب. قادها عملها إلى تحالف المزارعين وفرسان العمل، وفي عام 1891 انتخِبت زعيمة لجمعية فرسان محلية.
شاركت أيضَا في الحركة الأفروأمريكية لمنح المرأة حق الاقتراع. من هناك انخرطت في الحركة التي عُرفت فيما بعد بالحزب الشعبوي. آمنت أن الشركات الكبرى جعلت الناس في أمريكا «عبيد مأجورين»، معلنة أن «وول ستريت تمتلك البلاد. لم تعد حكومة الشعب، من قبل الشعب، ومن أجل الشعب، بل حكومة وول ستريت، من قبل وول ستريت، ومن أجل وول ستريت. إن عامة الناس في هذا البلد هم عبيد، والاحتكار هو السيد». على الرغم من أن هنالك اعتقاد على نطاق واسع أنها حثت مزارعي كانساس  على «زرع كميات أقل من الذرة وليذهب البقية إلى الجحيم»، لكنها قالت لاحقًا إن هذه النصيحة ابتكرها الصحفيون. قررت ليس ترك الاقتباس قائمًا لأنها اعتقدت أنه «نصيحة جيدة وصحيحة».
بحلول عام 1890، وضعتها مشاركتها في الثورة المتزايدة لمزارعي كانساس  ضد فوائد الرهن العقاري العالية وأسعار السكك الحديدية في طليعة حزب الشعب (الشعبوي). كان دور ليس هو التحريض والدعاية للحركة بخطبها الحماسية والمثيرة للجدل. اعترِف بها على أنها خطيبة قوية بارعة في التعبير عن استياء الناس. وكتب وليام ألن وايت، محرر موقع إمبوريا، الذي لم يشاركها آرائها السياسية، في إحدى المناسبات أن «الحشد خاضع لإرادتها، يهلل ويصرخ حتى لو قرأت جدول الضرب». في حين اعتبر الكثيرون أن خطاباتها ملهمة، فإن حماسة كلماتها وشدة قناعتها جعلت الآخرين يترددون في دعم قضيتها. أحبها المزارعون والنقابات العمالية، بينما انتقدتها الصحافة وكبار سياسيي الحزب بلا رحمة. ذهب معظمهم إلى أبعد من الاختلاف مع محتوى حجج ليس، وبدلاً من ذلك ركزوا هجماتهم على مظهرها، وثقتها بنفسها، وسلوكها الجدلي «غير الأنثوي». وصفها أحد المراسلين بأنها «غير مدربة، وبينما تُظهر الكثير من نوع معين من القوة، فهي غير منطقية وتفتقر إلى التسلسل ومشتتة مثل بندقية عيار 10». ووصفتها صحيفة ويلنغتون مونيتور بأنها «شخصية نسوية بائسة وقبيحة بشكل بشع من حيث السمات وكريهة اللسان». كما وصفها محرر جمهوري بأنها «طاحونة تفحم نسوية. لسانها السام هو الشيء الوحيد الذي يمكن أن تسوق له هذه العجوز، ونفترض أن لها مسوغاتها في بيعه لأعلى سعر». على الرغم من الإساءة، ثابرت ليس، واستمرت في إيصال رسالتها في جميع أنحاء أمريكا. في النهاية ألقت أكثر من 160 خطابًا للقضية الشعبوية، وقامت بحملات في جميع أنحاء كانساس ، فضلًا عن الغرب الأقصى والجنوب.